# Grayson County, Kentucky
Grayson County är ett administrativt område i delstaten Kentucky, USA, med 25 746 invånare. Den administrativa huvudorten (county seat) är Leitchfield. Ett par andra orter är Caneyville och Clarkson. 

## Geografi
Enligt United States Census Bureau så har countyt en total area på 1 323 km². 1 304 km² av den arean är land och 19 km² är vatten. 

### Angränsande countyn
- Breckinridge County - nord
- Hardin County - nordost
- Hart County - sydost
- Edmonson County - syd
- Butler County - sydväst
- Ohio County - väst